# Danger Danger (álbum)
Danger Danger é o álbum de estréia da banda Danger Danger, lançado em 27 de junho de 1989. Nos Estados Unidos o álbum foi lançado pelo selo Imagine Records, e no resto do mundo pela Epic Records.
O videoclipe da canção "Naughty Naughty" alcançou a posição #5 no MTV Video Countdown, em 1989. Em 1990, o videoclipe de "Bang Bang" entrou no top 10 do MTV Video Countdown. "Bang Bang" é o maior sucesso do álbum, alcançando a posição #49 na Billboard Hot 100 e #39 no Mainstream Rock Songs. O álbum alcançou posição #88 na Billboard 200, permanecendo na parada por 42 semanas.
Em 2014, a gravadora Rock Candy Records lançou a versão remasterizada do álbum, incluindo faixas bônus. Essa versão também inclui fotos raras, uma nova entrevista e arte aprimorada.
O álbum vendeu 300 mil unidades.

## Recepção da crítica
| Críticas profissionais | Críticas profissionais |
| Avaliações da crítica  | Avaliações da crítica  |
| Fonte                  | Avaliação              |
| ---------------------- | ---------------------- |
| allmusic               | [ 11 ]                 |
| The Record             | [ 12 ]                 |

Greg Prato, do site allmusic, o avaliou com três estrelas de cinco, destacando que o álbum "unia ganchos feitos para o rádio mainstream com a boa aparência de garoto pin-up." Barbara Jaeger, do jornal The Record, em uma avaliação mista, citou que "há algo imensamente agradável no álbum", mas que "a deficiência do Danger Danger está nas suas letras".

## Faixas
Todas as músicas compostas por Bruno Ravel e Steve West.
| N.º | Título                   | Duração |  |
| 1.  | "Naughty Naughty"        | 4:50    |  |
| 2.  | "Under the Gun"          | 4:39    |  |
| 3.  | "Saturday Nite"          | 4:17    |  |
| 4.  | "Don't Walk Away"        | 4:56    |  |
| 5.  | "Bang Bang"              | 3:56    |  |
| 6.  | "Rock America"           | 4:54    |  |
| 7.  | "Boys Will Be Boys"      | 4:58    |  |
| 8.  | "One Step from Paradise" | 4:47    |  |
| 9.  | "Feels Like Love"        | 4:52    |  |
| 10. | "Turn It On"             | 3:40    |  |
| 11. | "Live It Up"             | 3:54    |  |

## Desempenho nas paradas musicais

### Álbum
| Parada musical (1989)          | Melhor posição |
| ------------------------------ | -------------- |
| Estados Unidos (Billboard 200) | 88             |
| Suécia (Sverigetopplistan)     | 37             |

### Singles
| Single            | Ano  | Tabela                                  | Pos |
| ----------------- | ---- | --------------------------------------- | --- |
| "Naughty Naughty" | 1989 | AOR Tracks (Radio & Records)            | 54  |
| "Bang Bang"       | 1990 | Estados Unidos (Billboard Hot 100)      | 49  |
| "Bang Bang"       | 1990 | Estados Unidos (Cash Box Pop Singles)   | 47  |
| "Bang Bang"       | 1990 | Estados Unidos (Mainstream Rock Tracks) | 39  |

## Créditos

### Músicos
- Ted Poley - Vocais
- Tony "Bruno" Rey - guitarra
- Andy Timmons - guitarra
- Kasey Smith - Teclado
- Bruno Ravel - baixo
- Steve West - bateria

### Outros
- Mark Ryden- capa do álbum